# Księżniczka Daisy (powieść)
Księżniczka Daisy (Princess Daisy, 1980) – powieść obyczajowa amerykańskiej pisarki; Judith Krantz.
Historia młodej dziewczyny, która we wczesnym dzieciństwie, po śmierci matki, trafia pod opiekę prawie nieznanego ojca. Czarę goryczy przepełnia oddanie przez niego bliźniaczej siostry dziewczynki do szkoły z internatem dla dzieci opóźnionych w rozwoju umysłowym. Gdy kilka lat później, ojciec dziewcząt ginie w wypadku, Daisy jest zmuszona porzucić szkołę i zadbać o przyszłość swoją i siostry.

## Ekranizacje
W roku 1983 na podstawie książki powstał film telewizyjny, w reżyserii Warisa Husseina, z Merete Van Kamp w podwójnej roli; Daisy i Dani Valensky. W filmie wystąpiło wiele znanych osób, w tym Claudia Cardinale, Ringo Starr, czy Stacy Keach.